# 曲柄报春
曲柄报春（学名：Primula duclouxii），为报春花科报春花属下的一个植物种。